# Wodzierady
Wodzierady [pronunciación en polaco: /vɔd͡ʑeˈradɨ/] es un pueblo ubicado en Distrito de Łask, Voivodato de Łódź, en Polonia central. Es el asiento del gmina (distrito administrativo) llamado Gmina Wodzierady. Se encuentra aproximadamente a 15 kilómetros al norte de Łask y a 24  kilómetros al oeste de la capital regional Łódź. 